# Brachionycha borealis
Brachionycha borealis là một loài bướm đêm thuộc họ Noctuidae. Nó được tìm thấy ở Maine và Pennsylvania phía tây đến miền trung Alberta.
Sải cánh dài khoảng 45 mm. Con trưởng thành bay từ tháng 4 đến tháng 5 tùy theo địa điểm. Sinh sản một lứa mỗi năm.
Ấu trùng ăn các loài Quercus và Vaccinium.